# Arie Verkuijl
Arie Verkuijl (Paramaribo, 26 november 1940 – aldaar, 18 april 2010) was een Surinaamse architect en regisseur.
Verkuijl wilde als kind al architect worden. Hij volgde de Algemene Middelbare School en studeerde bouwkunde aan de Technische Hogeschool Delft, waar hij in 1969 afstudeerde. Vervolgens werd hij stedenbouwkundige bij de Planologische Dienst van het Ministerie van
Volkshuisvesting, Ruimtelijke Ordening, en Milieu. In 1977 richtte hij het Instituut voor Tropische Architectuur op. Verkuijl schreef zich in 2005 in als student van de Surinaamse Film Academie (SFA). In 2006 werd hij secretaris van de SFA. Hij produceerde drie films van Pim de la Parra en richtte met De la Parra en Borger Breeveld het Film Instituut Paramaribo (FIP) op.
Verkuijl overleed op 69-jarige leeftijd. Hij was gehuwd en had vier kinderen. Zijn dochter Soeriani Verkuijl was pilote, en kwam in 2008 om bij Blue Wing Airlines-vlucht PZ-TSO.

## Filmografie
- 13 van ons (2006), producent en regisseur
- Het geheim van de Saramacca rivier (2007), producent (Editor: Ajai Kali, Camera: Tom Erisman, Geluid: Leo Franssen)
- Het laatste verlangen (2007), producent (Editor: Ajai Kali, Camera Sal Kroonenberg, Geluid: Leo Franssen)
- Wat de vrouw wil... is de wil van God (2008), regisseur (Editor: Ajai Kali, Camera: Navin Bisai, Geluid: Idi Lemmers)
- Ontworteld (2008), regisseur (Editor: Ajai Kali, Camera: Kennith Gooswit, Geluid: Herman Dulder)
- Elk eind is een begin/Chaque fin est un debut (2009), regisseur (Editor: Ajai Kali, Camera: Milton Kam, Geluid: Rody Jero van Dijk)
- Mijn moeder is overal... (2010), regisseur (Editor: Ajai Kali, Camera: Stanley Moenalall, Geluid: Rody Jero van Dijk)